# 西川富夫
西川 富夫（にしかわ とみお、1941年 - ）は、日本の実業家。元名鉄グランドホテル代表取締役社長。元名古屋鉄道副社長。
名古屋市生まれ。愛知県立明和高等学校、名古屋大学工学部を卒業後、名古屋鉄道入社。名古屋鉄道副社長等を経て、2007年、名鉄グランドホテル社長に就任。
この間、牛島市街地再開発組合（名古屋鉄道、中部電力、トヨタ自動車等で作る名古屋ルーセントタワー建設推進組織）の理事長を兼任。また、2006年より、愛知県経営者協会副会長に就任。2012年には名古屋駅太閤通口まちづくり協議会の会長に就任している。

## 経歴
- 2000年 - 名古屋鉄道取締役・経営企画部長
- 2001年 - 名古屋鉄道常務取締役・経営企画部長
- 2004年 - 名古屋鉄道専務取締役
- 2003年 - セントレアホテル社長兼任
- 2005年 - 名古屋鉄道取締役副社長
- 2007年 - 名古屋鉄道顧問
- 2007年 - 名鉄グランドホテル代表取締役社長
- 2012年 - 名古屋駅太閤通口まちづくり協議会会長